# Ampelokipoi (Zakynthos)
Ampelokipoi  (în greacă: Αμπελόκηποι, însemnând: vie/podgorie) este un sat și o comunitate din Grecia, în sudul insulei Zakynthos.